# Norðurþing
Norðurþing é um município na Islândia. Em 2019 tinha uma população estimada em 3 120 habitantes.